# 陰道菌群

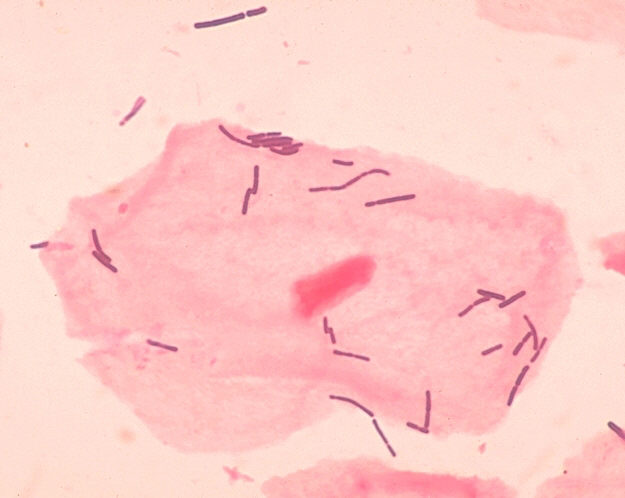
乳桿菌以及陰道的上皮組織細胞

陰道菌群（英語：Vaginal flora）或陰道微生物（vaginal microbiota）是在阴道內生長的微生物，為人類微生物群系中的一部份，由德國婦科醫生艾伯特·竇特蘭在1892年發現。細菌的數量和種類可以反映女性的身體健康情形。健康女性陰道內主要的細菌是乳桿菌屬（例如卷曲乳杆菌），普遍認為這種細菌分泌的乳酸可以避免致病原的感染。

## 乳桿菌
健康女性陰道內主要的細菌是乳桿菌屬的細菌，自從竇特蘭首次提到陰道中的乳桿菌起，一般都認為乳桿菌有助於維持陰道內的生態系統。已證實乳桿菌可以抑制致病微生物的生長，例如梭樣類桿菌、大腸桿菌、陰道加德諾菌、动弯杆菌（Mobiluncus）属、淋球菌、厭氧消化鏈球菌（Peptostreptococcus anaerobius）、P. bivia及金黃色葡萄球菌等。一般認為抑制致病微生物的作用是透過乳酸進行的。而且乳桿菌屬會附著在陰道上皮細胞，因此可以避免其他致病菌的感染以及長期生長。
乳桿菌可以製造乳酸，並且乳桿菌會附著在陰道上皮組織，影響其他微生物的生長，其他陰道內的拮抗作用包括產生过氧化氢（廣譜抗菌劑）以及細菌素（靶特異性抗菌劑）。

### 產生乳酸

糖原是存在在陰道上皮中的糖，會分解成乳酸

一般認為低pH值是控制陰道菌群生成的主要機制。雖然乳桿菌產生的乳酸會讓陰道變酸性，不過尚未證明其為陰道酸性的主要來源，目前已確定的是大部份的乳桿菌在pH < 4.5時生長得最好。

### 過氧化氫
產生過氧化氫(H2O2)是眾所週知的抗菌機制，透過直接作用或是透過人類的骨髓過氧化酶抑制微生物成長。會產生過氧化氫的乳桿菌可以使HIV-1、單純皰疹病毒第2型（HSV-2）、陰道毛滴蟲、陰道加德諾菌、P. bivia及大腸桿菌去活化。O'Hanlon和Baeten發現在健康女性的陰道生態系中，有96%的乳桿菌屬細菌會產生H2O2（其中以詹氏乳桿菌L. jensenii和陰道乳桿菌L. vaginalis生成的比例最高），若是有陰道細菌炎的女性，其陰道生態系中只有6%的乳桿菌屬細菌會產生H2O2。和上述研究一致的是，有陰道細菌炎的女性，其陰道生態系中常見的菌種L. iners，分泌H2O2的效果不佳。製造H2O2的乳桿菌定殖在陰道也和细菌性阴道病（BV）發生率的下降有關係。
不過，最近由O'Hanlon等人進行的研究發現宫颈阴道液和精液會阻斷H2O2的活性，而且後來發現體內H2O2濃度（小於100 μM）無法讓受測的17種會造成细菌性阴道病的細菌（例如A. vaginae、陰道加德諾菌、Mobiluncus spp., P. bivia, Prevotella corporis, Mycoplasma hominis等）去活化，甚至是已知可提昇H2O2杀菌活性的骨髓過氧化酶存在時也是如此。只有超生理濃度的外源性H2O2（0.34% w/v, 100 mM）才能讓上述细菌去活化，而且此濃度對乳桿菌（如捲曲乳桿菌、L. gasseri, L. iners及詹氏乳桿菌）的去活化作用反而更強。100 mM 濃度的 H2O2 是在最理想的好氧、低抗氧化條件下，乳桿菌可以生成H2O2的50倍，是平常陰道內H2O2濃度的5000倍。而且更值得注意的是，即使是濃度1 M的2O2，只要加了1%的阴道液就失去抗菌能力。可能的解釋是宫颈阴道液和精液中的特定蛋白質、糖蛋白、多糖、脂质或其他物質和H2O2作用，使其失去抗菌能力。而且陰道多半是缺氧的，而乳桿菌需要氧氣才能製備H2O2。{transh}}另外，在乳桿菌體內沒有可以保護細菌不受H2O2毒性影響的过氧化氢酶，因此這些乳桿菌可能也會受自身分泌的H2O2所影響。相反的，在理想的厌氧生长条件下，乳桿菌在陰道內分泌的乳酸濃度可以使致病菌去活化，不會影響到乳桿菌自身。
總結來說，乳桿菌分泌的H2O2曾被認為是陰道內重要的抗菌成份，這似乎和會分泌H2O2的乳桿菌及正常陰道菌群有關，不過現今的資料無法支持H2O2在陰道抗菌作用的論點。

### 殺菌素
陰道的乳桿菌會產生抗菌性的肽，例如乳桿菌素（lactocin）160及crispasin等殺菌素，其抗菌範圍從窄譜（只針對高度相關的乳酸桿菌菌種）到廣譜（包括陰道加德諾菌及P. bivia）不等，也會產生其他類似殺菌素，但其抗菌範圍更廣的物質（例如由Lactobacillus salivarius subsp salivarius產生的耐熱肽CRL 1328）。許多研究指出這些殺菌素在酸環境下的活性最強。
陰道的乳桿菌產生的抑制物質（包括有機酸、抗菌素及過氧化氫）是保護陰道菌群的主要因素。這些物質協同作用以保護致病菌的感染。不是所有Lactobacillus菌屬的都有這三種抗菌機制，也不是所有的Lactobacillus菌株都有這三種抗菌機制。絕經前婦女的Lactobacillus菌種會有所不同，例如捲曲乳桿菌（L. crispatus）、詹氏乳桿菌（L. jensenii）、惰性乳桿菌（L. iners）及加氏乳桿菌（L. gasseri），也可能有陰道乳桿菌（L. vaginalis），其評估技術有些和細菌培養有關，也有些是和細菌培養無關的技術。
陰道乳桿菌有陰道嗜性（vaginotropism）的特性，其菌毛類似配體，可以附著在陰道上皮細胞的受體上。在人體陰道中發現的Lactobacillus菌種數量有限，這可能是陰道有一些選擇菌種的宿主因素、這些菌種有可以在陰道中生存的特性，也有可能兩種都有。不過陰道嗜性不是健康女性陰道內的乳桿菌才有的特質，像會造成細菌性陰道炎的細菌也有陰道嗜性。在人類生殖器及腸道中的微生物不會在其宿主部位以外的區域生長，因此可能會透過人類親子之間的接觸來傳播，例如母親的生殖器菌群傳播給新生兒，很可能腸道微生物群落也會分佈在嬰兒的身上，例如皮膚、口腔和鼻咽等。

## 其他菌群
一般女性的陰道菌群是以乳桿菌為主，不過可能會隨種族而有些差異。有些女性的陰道菌群中，有一部份是非致病微生物，不少研究指出，在健康無症狀的女性（特別是黑人及西班牙裔女性）中，有不少人（佔7~33%）的陰道菌群中乳桿菌的含量不多，而其菌群主要是由其他會分泌乳酸的細菌組成，例如阿托波菌（Atopobium）、纖毛菌屬（Leptotrichia）、明串珠菌（Leuconostoc）、巨球形菌屬（Megasphaera）、片球菌屬（Pediococcus）、鏈球菌（Streptococcus）及魏斯氏菌（Weissella），所有的女性陰道菌群中都有會分泌乳酸的細菌。不是所有的菌群都有相同的韌性，因此若陰道菌群韌性較低，其菌群結構可能會因為一些外在擾動（例如月經、性交、陰道沖洗或是避孕措施）而變化。這些陰道菌群結構及組成的差異也可能是造成一些女性較容易罹患細菌性陰道炎及其他陰道感染的原因。陰道菌群可能會被外在因素影響，而其他菌種也會分泌乳酸，陰道的pH值以及產生酸的環境會形成正常的陰道菌群，在懷孕時，其pH值會進一步降低。

## 其他陰道中的細菌
其他陰道中常見的微生物，革蘭氏陽性的球菌有陰道阿托波氏菌（Atopobium vaginae）、消化鏈球菌（Peptostreptococcus）、葡萄球菌屬、鏈球菌屬、和擬桿菌屬、梭狀芽孢桿菌屬、陰道加德納菌屬、Mobiluncus及普氏菌屬，也有革蘭氏陰性腸道生物，例如大腸桿菌。陰道中也常會發現支原體和解脲支原體。其中一些專性和兼性厭氧細菌和細菌性陰道炎有關。

## 争议
使用衛生棉條對陰道菌群的影響目前仍有爭議，不過適當的使用衛生棉條不會大幅改變陰道菌群的平衡。懷孕會改變陰道菌群，也會減少菌種的多樣性。

## 疾病預防
健康的陰道菌群可以維持酸性環境（< 4.5），預防细菌性阴道病、念珠菌症等疾病，這種酸性環境不利於常見的致病原，像是陰道加德諾菌。在健康陰道菌群中，乳桿菌也佔據了生態位，不然會被其他的致病原所佔據。
细菌性阴道病和陰道中出現陰道加德諾菌及消化鏈球菌有關，也和構成健康陰道微生物群的乳桿菌種類減少有關。

## 研究
目前研究發現陰道存在乳酸桿菌為主的菌群，和性傳染疾病發生率較低有關。

## 外部連結
- 维基共享资源上的相關多媒體資源：陰道菌群
- Döderlein´s bacteria